# 앨릭스 셸리
앨릭스 셸리(영어: Alex Shelley)는 본명은 패트릭 마틴(영어: Patrick Martin, 1983년 5월 23일~)이다. 미국의 남자 프로레슬링선수다. 키는 177cm 몸무게는 99kg이다. 피니쉬는 쉘쇼크(스윙 리버스 STO), 슬라이스드 브레드 넘버 투(시라누이), 쉘리 클러치(모디파이드 암 렌치 인사이드 크레들), 프로그 스플래쉬, 보더 시티 스트렛치(치킨윙 오버 더 숄더 크로스페이스), 오토매틱 미드나잇(오버 더 숄더 백 투 백 파일드라이버)로 사용을 한다. 2002년 프로레슬링 입문을 했다.

## 경력

### 임팩트 레슬링
- 임팩트 월드 챔피언 1회
- TNA X-디비전 챔피언 1회
- 임팩트 월드 태그팀 챔피언 3회
- 10대 임팩트 레슬링 트리플 크라운 챔피언

### NJPW
- IWGP 주니어 헤비웨이트 태그팀 챔피언 3회
- 스트롱 오픈웨이트 태그팀 챔피언 1회

### ROH
- ROH 월드 태그팀 챔피언 1회

### WWE
- WWE 태그팀 챔피언 (신 버전) 1회

### 그 외 단체들
- AAW 태그팀 챔피언 1회
- BCW 캔 암 텔레비전 챔피언 1회
- BLP 미드웨스트 챔피언 1회
- CCW 태그팀 챔피언 1회
- Combat 1 크러시 챔피언 1회
- CZW 월드 주니어 헤비웨이트 챔피언 1회
- DPW 월드스 태그팀 챔피언 1회
- GCW 태그팀 챔피언 1회
- GLW 크루저웨이트 챔피언 1회
- IWTV 인디펜던트 레슬링 월드 챔피언 1회
- IWF 크루저웨이트 챔피언 1회
- MCW 크루저웨이트 챔피언 1회
- NWA 미드웨스트 X 디비전 챔피언 1회
- OCW 태그팀 챔피언 1회
- 프레스티지 챔피언 2회
- NWA 인터내셔널 라이트웨이트 태그팀 챔피언 1회
- Zero-1 맥스 유나이티드 스테이츠 오픈웨이트 챔피언 1회
- SFC 트래시 존 챔피언 1회
- 스매시 레슬링 챔피언 1회
- REVOLVER 챔피언 1회
- PWR 리믹스 챔피언 1회
- UWA 라이트웨이트 챔피언 2회
- wXw 월드 헤비웨이트 챔피언 2회
- XICW 미드웨스트 헤비웨이트 챔피언 1회
- XICW 태그팀 챔피언 3회
- XICW 크루저웨이트 챔피언 1회